# جيف شولتز
جيف شولتز (بالإنجليزية: Jeff Schulz)‏ هو لاعب كرة قاعدة أمريكي، ولد في 2 يونيو 1961 في إيفانسفيل في الولايات المتحدة.